# Esplendor (escola de samba)
Esplendor é uma escola de samba de Paso de los Libres, Argentina.

## Segmentos

### Presidentes
| Período         | Presidente    | Ref. |
| --------------- | ------------- | ---- |
| 2012-atualidade | Maria Barrios |      |

### Diretores
| Ano  | Diretor de Carnaval | Diretor geral de harmonia | Mestre de bateria | Ref.  |
| ---- | ------------------- | ------------------------- | ----------------- | ----- |
| 2012 |                     |                           |                   | [ 5 ] |
| 2013 |                     |                           |                   |       |
| 2014 | Não desfilou        | Não desfilou              | Não desfilou      |       |
| 2015 |                     | Não desfilou              |                   |       |
| 2016 |                     | Não desfilou              |                   |       |
| 2017 |                     |                           |                   |       |
| 2018 |                     |                           |                   |       |
| 2019 | Não desfilou        | Não desfilou              | Não desfilou      |       |
| 2020 |                     |                           |                   |       |
| 2021 |                     | Não desfilou              |                   |       |

### Coreógrafo
| Ano  | Nome | Ref. |
| ---- | ---- | ---- |
| 2016 |      |      |
| 2017 |      |      |

### Casal de Mestre-sala e Porta-bandeira
| Ano  | Casal                           | Ref.  |
| ---- | ------------------------------- | ----- |
| 2016 |                                 |       |
| 2017 |                                 | [ 6 ] |
| 2018 |                                 |       |
| 2019 | Não desfilou                    |       |
| 2020 | Vanesa Villalba y Damián Medina |       |
| 2021 | Não desfilou                    |       |

### Corte de bateria
| Período | Rainha            | Madrinha     | Ref.  |
| ------- | ----------------- | ------------ | ----- |
| 2016    |                   |              |       |
| 2017    |                   |              |       |
| 2018    |                   |              | [ 7 ] |
| 2019    |                   |              |       |
| 2020    | Giuliana Albornoz | Milena Nuñez | [ 8 ] |
| 2021    |                   |              |       |

## Sambas
| Ano  | Colocação    | Enredo | Carnavalesco | Intérprete                      | Ref.   |
| ---- | ------------ | --- | ------------ | ------------------------------- | ------ |
| 2013 |              | Los Misterios Gloriosos Del Mar (Os Gloriosos Mistérios do Mar) (Samba-enredo compuesto por Mario Martin)                                                                             |              | Antonio Paniagua y Mario Martín |        |
| 2014 |              | Resuene mi Surdo, Tabla y Sitar Que Hasta la India no Paro de Sambar (Ressuma meu Surdo, Tabla e Sitar, que até a Índia eu não paro Sambar) (Samba-enredo compuesto por Mario Martin) |              | Antonio Paniagua y Mario Martín |        |
| 2015 |              | Não desfilou |              |                                 | [ 9 ]  |
| 2016 | 3.° Lugar    | Oh Partenón Llevaré los Laureles con Esplendor (O Partenon Eu Carregarei os Louros com Esplendor) (Samba-enredo compuesto por Salvador Hassan)                                        |              | Não desfilou                    | [ 10 ] |
| 2017 |              | |              |                                 |        |
| 2018 |              | |              |                                 |        |
| 2019 | Não desfilou | Não desfilou | Não desfilou | Não desfilou                    |        |
| 2020 | 5.° Lugar    | Dioses y Mitos de Grecia (Deuses e Mitos da Grécia) (Samba-enredo compuesto por) |              | Antonio Paniagua                |        |
| 2021 |              | Não desfilou |              |                                 |        |
| 2022 |              | Mas Allá de la Imaginación (Além da imaginação) (Samba-enredo compuesto por Hugo Lionel Soto)                                                                                         |              | Leo Alvez                       |        |